# Desperado (film)
Desperado är en film från 1995 som regisserades av Robert Rodriguez. Det är uppföljaren till El Mariachi och är den andra delen i Mariachitrilogin. Den tredje delen heter Once Upon a Time in Mexico.
Desperado kan ses både som en uppföljare och en remake av filmen El Mariachi. Carlos Gallardo spelade El Mariachi i den första filmen med samma namn, men en helt annan roll i denna film.

## Handling
Filmen handlar om El Mariachi, en man som förlorat allt, och hans livsuppgift blir att hämnas på den som försatte honom i denna sits, en man vid namn Bucho. Ju närmare han kommer mannen desto mer våld stöter han på och desto mer inser han att han har saker kvar att förlora. Han letar efter Bucho i en liten stad i Mexiko, men stöter på våldsamt motstånd från Buchos män. Han får hjälp av Carolina, en kvinna som äger en bokhandel i staden.
Inför slutstriden tar El Mariachi hjälp av två gamla vänner från bandet han spelade i. Tillsammans lyckas de döda de flesta av Buchos män, men även El Mariachis två vänner dör. När El Mariachi och Carolina slutligen konfronterar Bucho visar det sig att Bucho och El Mariachi är bröder. Bucho erbjuder El Mariachi fri lejd om han låter Bucho skjuta Carolina. El Mariachi skjuter dock Bucho och resten av hans hejdukar och åker sedan iväg tillsammans med Carolina.

## Rollista (i urval)
- Antonio Banderas - El Mariachi
- Salma Hayek - Carolina
- Joaquim de Almeida - Bucho
- Steve Buscemi - Buscemi
- Cheech Marin - Short Bartender
- Quentin Tarantino - Pick-Up Guy
- Danny Trejo - Navajas
- Tito Larriva - Tavo
- Carlos Gómez - Right Hand
- Abraham Verduzco -   Niño
- Carlos Gallardo -  Campa